# Jokers Wild Casino
Jokers Wild Casino – kasyno o powierzchni 2.180 m², działające w Henderson, w amerykańskim stanie Nevada. Stanowi własność korporacji Boyd Gaming Corporation. Grupą docelową Jokers Wild są przede wszystkim lokalni mieszkańcy Las Vegas i jego okolic.

## Historia
Obiekt został otwarty w 1990 roku jako Cattle Baron Casino, jednak już trzy lata później został zamknięty. 1 kwietnia 1993 roku wznowił działalność pod nazwą Jokers Wild Casino.